# Polystachya fractiflexa
Polystachya fractiflexa är en orkidéart som beskrevs av Victor Samuel Summerhayes. Polystachya fractiflexa ingår i släktet Polystachya och familjen orkidéer. Inga underarter finns listade i Catalogue of Life.